# Dura dasychiroides
Dura dasychiroides är en fjärilsart som beskrevs av Rothschild 1930. Dura dasychiroides ingår i släktet Dura och familjen tofsspinnare. Inga underarter finns listade i Catalogue of Life.